# Vilne, Voznesensk
Vilne (în ucraineană Вільне) este un sat în comuna Prîbujanî din raionul Voznesensk, regiunea Mîkolaiiv, Ucraina.

## Demografie
Componența lingvistică a localității Vilne
     Ucraineană (68,85%)
     Rusă (29,51%)
     Română (1,64%)
Conform recensământului din 2001, majoritatea populației localității Vilne era vorbitoare de ucraineană (68,85%), existând în minoritate și vorbitori de rusă (29,51%) și română (1,64%).